# 8771 Б'ярмікус
8771 Б'ярмікус (8771 Biarmicus) — астероїд головного поясу.
Тіссеранів параметр щодо Юпітера — 3,490.